# Terrorist Identities Datamart Environment
De Terrorist Identities Datamart Environment (TIDE) is een centrale databank van de Amerikaanse regering, die persoonlijke gegevens van buitenlandse terroristen en van terrorisme verdachte personen bijhoudt. Het gaat om geclassificeerde informatie die systematisch wordt aangevuld door verschillende inlichtingendiensten, zoals de CIA, de DIA, de FBI en de NSA.
De TIDE bevat ongeveer 745.000 namen. In 2008 werden ruim 27.000 namen verwijderd, omdat ze niet langer voldeden aan de opnamevereisten. Hoewel de lijst in essentie enkel de namen van buitenlandse terroristen bevat, kunnen ook mensen met de Amerikaanse nationaliteit worden opgenomen indien ze terroristische activiteiten uitoefenen onder leiding van een buitenlander.
Een ongeclassificeerd deel van de gegevens op de TIDE wordt aan het Terrorist Screening Center van de FBI verstrekt, dat de Terrorist Screening Database opstelt. Die databank wordt op zijn beurt gebruikt om andere lijsten op te stellen, zoals de No Fly List van de Transportation Security Administration (TSA), het Consular Lookout en Support System van het Amerikaanse State Department, het Interagency Border Inspection System van Homeland Security en het National Crime Information Center (NCIC) van de FBI.